# Акустическая бас-гитара
Акустическая бас-гитара (также акустический бас) — это басовый инструмент, разновидность бас-гитары с полым деревянным корпусом, похожий на акустическую гитару со стальными струнами, хотя обычно больше неё. Как и традиционная электрическая бас-гитара и контрабас, акустическая бас-гитара имеет четыре струны, которые обычно настроены на EADG, на октаву ниже четырёх нижних струн шестиструнной гитары, которая имеет такую же высоту настройки, как и электрический бас.
Поскольку иногда бывает трудно услышать акустическую бас-гитару без усилителя даже в сочетании с другими акустическими инструментами, большинство акустических басов имеет звукосниматели, магнитные, пьезоэлектрические или и те, и другие (электроакустическая бас-гитара), чтобы их можно было усилить с помощью басового усилителя.
Традиционная мексиканская музыка включает в себя несколько разновидностей акустических бас-гитар, таких как гитаррон, очень большая, глубокая мексиканская 6-струнная акустическая бас-гитара, на которой играют в группах мариачи, леон, играемая медиатором, и бахо сексто, с шестью парами струн. Эти инструменты придают мексиканской музыке характерное звучание и ритмическую глубину.

## История
Бассогитара, созданная Regal Musical Instrument Company, вероятно, была первой серийной акустической бас-гитарой, в которой использовался корпус, похожий на гитару. Это был вертикальный инструмент, слишком большой, чтобы играть в поперечном положении. Первая современная акустическая бас-гитара была разработана в середине 1950-х Кей из Чикаго. Harptone начал производить свою модель B4 в 1965 году под названием Supreme; производство закончилось в 1975 году. Они также выпустили очень ограниченное количество под логотипом Standel. Эрни Болл из Сан-Луис-Обиспо, Калифорния, начали выпускать модель в начале 70-х. Цель Болла состояла в том, чтобы предоставить бас-гитаристам более акустически звучащий инструмент, который бы лучше соответствовал звуку акустических гитар. Болл заявил, что «если бы к электрогитарам были электрические бас-гитары, то у вас должны были бы быть акустические басы для акустических гитар». Болл сказал: «ближе всего к акустическому басу был мексиканский гитаррон… в группах мариачи, поэтому я купил его в Тихуане и повозился с ним».
Болл сотрудничал с Джорджом Уильямом Фуллертоном, бывшим сотрудником Fender, для разработки акустической бас-гитары Earthwood, которая была представлена в 1972 году. Производство этого инструмента было прекращено в 1974 году и возобновилось через несколько лет под руководством сотрудника Эрни Болла Дэна Нортона. пока производство, наконец, снова не прекратилось в 1985 году. Акустическая бас-гитара Earthwood была довольно большой (и глубокой) в отличие от большинства инструментов текущего производства, что придавало ей большую громкость, особенно в нижнем регистре. Компания Ernie Ball описывает дизайн Болла как «идею, опередившую свое время»; инструмент мало использовался в акустических музыкальных выступлениях до конца 1980-х, когда акустические басы использовались в выступлениях в теле программе MTV Unplugged. Earthwood был быстро вытеснен Washburn AB-40, разработанным Миком Доннером и Ричардом Сиглом. AB-40 и более доступный AB-20 стали предпочтительными инструментами для басистов, выступающих на Unplugged.
Фолк-басист Эшли Хатчингс использовал акустическую бас-гитару со своей группой Steam Band в 1974 и 1975 годах. его мастером Тони Земайстисом в середине 1970-х и с того времени использовал бас в ряде своих записей, ярким примером которого является его альбом 1975 года Ommнadawn.

## Виды
В отличие от электрической бас-гитары, которая, как правило, представляет собой инструмент с цельным корпусом, акустическая бас-гитара обычно имеет полый деревянный корпус, похожий (хотя обычно несколько больше) на акустическую гитару со стальными струнами. Большинство акустических басов ладовые, но есть и безладовые. Полуладовые версии также существуют, хотя они довольно редки.
Как и традиционный электрический бас и контрабас, акустическая бас-гитара обычно имеет четыре струны, которые обычно настроены на EADG, на октаву ниже четырёх нижних струн шестиструнной гитары. Как и электрическая бас-гитара, выпускались модели с пятью, шестью и более струнами, хотя они менее распространены. Отчасти это связано с тем, что корпус акустической бас-гитары слишком мал, чтобы создать резонанс приемлемой громкости на более низких нотах на нижней струне «си» (без усилителя). В одном решении используется пятиструнный акустический бас для добавления дополнительной высокой струны («EADGC») вместо добавления низкой «си». Другое решение состоит в том, чтобы полагаться на усиление для воспроизведения нот нижней струны «си» или сделать корпус больше.
Существуют также полуакустические модели со звукоснимателями для использования с усилителем. Звуковой ящик этих инструментов недостаточно велик для усиления звука. Вместо этого он производит характерный тон при усилении, подобно полуакустическим электрогитарам. Полуакустические бас-гитары с тонким корпусом, такие как Höfner в форме скрипки, прославившиеся ранними The Beatles, и несколько моделей Fender обычно вообще не рассматриваются как акустические бас-гитары, а скорее как бас-гитары с полым корпусом. Есть также полуакустические басы, такие как «A-Series» Godin Guitars, которые после усиления звучат намного ближе между акустическими бас-гитарами и контрабасами и использовались в профессиональных кругах для «имитации» одного из них, когда было бы непрактично для транспортировки и по другим причинам использовать полноразмерный контрабас. Как и в случае с полуакустическими электрогитарами, иногда трудно провести грань между акустическими инструментами, оснащенными звукоснимателями, и электрическими инструментами с корпусом, улучшающим тон. Некоторые инструменты также могут быть оснащены различными звукоснимателями, такими как пьезодатчики, «стандартные» акустико-электрические инструменты, а также синтезаторные звукосниматели, которые могут воспроизводить «виртуальные» басовые звуки и приближать полуакустический бас к естественному. контрабас по звучанию.
Saga Musical Instruments производит четырёхструнную бас-резонаторную гитару под своей торговой маркой Regal . National Reso-Phonic Guitars также производит три модели резонаторных бас-гитар. Одним из известных исполнителей на резонаторной бас-гитаре является Лес Клейпул из Primus, играющий на резонаторных бас-гитарах Regal RD-05.

## Мексиканские бас-гитары
В традиционной музыке Мексики представлены разновидности акустических бас-гитар. Guitarrón — очень большая мексиканская 6-струнная акустическая бас-гитара с глубоким корпусом, на которой играют в группах мариачи . Баджо сексто с шестью парами струн напоминает двенадцатиструнную гитару, настроенную на октаву ниже. Струны толстого калибра создают большое натяжение струны, но гитара относительно легкая. Музыканты начали использовать баджо сексто в Техасе в 1920-х годах с появлением музыки "тех-мекс ", и он по-прежнему широко используется для партий, которые будут исполняться на фортепиано в традиционной американской популярной музыке. Настройка этих инструментов такова (заглавные буквы на октаву ниже строчных).
Нижний строй: Ee Aa Dd Gg Cc Ff
Строй Баджо: Ee Aa Dd Gg Bb ee
Существуют и другие латиноамериканские акустические бас-гитары, такие как Бордонуа.